# 彼女の運命
『彼女の運命』（かのじょのうんめい）は、1923年（大正12年）に発表された菊池幽芳による日本の小説であり、同作を原作とし、1924年（大正13年）にマキノ映画製作所、日活京都撮影所、松竹下加茂撮影所、帝国キネマ演芸芦屋撮影所の4社が競作で、1932年（昭和7年）に新興キネマが、それぞれ製作・公開した日本のサイレント映画である。

## 略歴・概要
小説『彼女の運命』の初出は、菊池幽芳の勤務先が発行する『大阪毎日新聞』、および『東京日日新聞』紙上で、1923年（大正12年）に掲載された。同年、大阪毎日新聞社から単行本『彼女の運命』が刊行されている。菊池本人の回想するところによれば、連載当時、『白蓮紅蓮』に似た異常なまでの好評を得たとのことである。
「家庭小説」のジャンルを確立したと言われた『己が罪』（1899年 - 1900年）、『乳姉妹』（1903年）、『毒草』（1917年）同様、本作もすぐに映画化された。1924年（大正13年）には4社が競作し、1932年（昭和7年）には再映画化された。以降、映画化されることはなかったので、すべてサイレント映画であった。

## 1924年 マキノ版
『彼女の運命』（かのじょのうんめい）は、1924年（大正13年）製作・公開、衣笠貞之助監督による日本のサイレント映画、女性映画である。前篇・後篇それぞれ7巻を同年1月7日、2月1日に分けて公開したため、前篇は、日活版・松竹版が封切られた1月11日よりも4日早く公開することに成功した。

### スタッフ・作品データ
- 監督・脚本 : 衣笠貞之助
- 原作 : 菊池幽芳
- 撮影 : 大塚周一
- 製作 : マキノ映画製作所等持院撮影所
- 上映時間（巻数） : 前篇 8巻 / 後篇 7巻
- フォーマット : 白黒映画 - スタンダードサイズ（1.33:1） - サイレント映画
- 公開日 :  日本 前篇 1924年1月7日 / 後篇 同年2月1日
- 配給 :  マキノ映画製作所
- 初回興行 : 浅草・オペラ館

### キャスト
- 島田嘉七 - 岩友辰雄
- 鳥羽恵美子 - 佳江絹子
- 宮島健一 - 松島勝巳
- 環歌子 - 重藤夏野
- 藤川三之助 - 浪逆真淵
- 別所ます江 - 岩友奈良江

## 1924年 日活京都版
『彼女の運命』（かのじょのうんめい）は、1924年（大正13年）製作・公開、鈴木謙作監督による日本のサイレント映画、女性映画である。マキノ版に4日遅れて、同年1月11日、松竹版と同時に公開された。

### スタッフ・作品データ
- 監督 : 鈴木謙作
- 原作 : 菊池幽芳
- 撮影 : 青島順一郎
- 製作 : 日活京都撮影所第二部
- 上映時間（巻数） : 5巻
- フォーマット : 白黒映画 - スタンダードサイズ（1.33:1） - サイレント映画
- 公開日 :  日本 1924年1月11日
- 配給 :  日活
- 初回興行 : 浅草・三友館

### キャスト
- 葛木香一 - 松島勝巳
- 山本嘉一 - 浪逆真淵
- 三桝豊 - 岩友辰雄
- 小泉嘉輔 - 書生山田
- 酒井米子 - 住江絹子
- 妹尾松子 - 住江子爵未亡人
- 千草香子 - 重藤夏野
- 鈴木歌子 - 岩友奈良江（辰雄の母）
- 市川春衛 - お常

## 1924年 松竹下加茂版
『彼女の運命』（かのじょのうんめい）は、1924年（大正13年）製作・公開、野村芳亭・池田義信監督による日本のサイレント映画、女性映画である。前篇・後篇に分けて撮影したものの、マキノ版に4日遅れて、同年1月11日、日活版と同時に、前篇・後篇合わせて公開された。

### スタッフ・作品データ
- 監督 : 野村芳亭 / 池田義信
- 脚本 : 小田喬
- 原作 : 菊池幽芳
- 撮影 : 長井信一 / 小田浜太郎
- 製作 : 松竹下加茂撮影所
- 上映時間（巻数） : 8巻
- フォーマット : 白黒映画 - スタンダードサイズ（1.33:1） - サイレント映画
- 公開日 :  日本 1924年1月11日
- 配給 :  松竹キネマ
- 初回興行 : 浅草・松竹館

### キャスト
- 諸口十九 - 岩友辰雄
- 栗島すみ子 - その妻絹子
- 米津左喜子 - 辰雄の母奈良江
- 志賀靖郎 - 浪逆真淵
- 藤間林太郎 - 立花男爵
- 岩田祐吉 - 松島勝巳
- 川田芳子 - 夏野
- 柳さく子 - 女中お柳
- 梅村蓉子 - 女中お梅

## 1924年 帝キネ芦屋版
『彼女の運命』（かのじょのうんめい）は、1924年（大正13年）製作・公開、若山治監督による日本のサイレント映画、女性映画である。マキノ版、日活版、松竹版に4か月遅れて公開された。

### スタッフ・作品データ
- 監督 : 若山治
- 脚本 : 山下秀一
- 原作 : 菊池幽芳
- 撮影 : 河上勇喜
- 製作 : 帝国キネマ演芸芦屋撮影所
- 上映時間（巻数） : 10巻
- フォーマット : 白黒映画 - スタンダードサイズ（1.33:1） - サイレント映画
- 公開日 :  日本 1924年5月1日
- 配給 :  帝国キネマ演芸
- 初回興行 : 大阪・映画倶楽部

### キャスト
- 松本泰輔 - 松島勝巳
- 五味国男 - 岩友辰雄
- 高堂国典 - 浪逆真淵
- 尾崎しづ子 - 住江子爵夫人
- 歌川八重子 - 住江絹子
- 瀬川鶴子 - 重藤夏野
- 岸辺富江 - 岩友奈良江
- 園千枝子 - 女中お浜

## 1932年版
『彼女の運命』（かのじょのうんめい）は、1932年（昭和7年）製作・公開、高見貞衛監督による日本のサイレント映画、女性映画である。1924年（大正13年）に4社競作された作品のリメイクである。

### スタッフ・作品データ
- 監督 : 高見貞衛
- 脚本 : 小川正
- 原作 : 菊池幽芳
- 撮影 : 鷲田誠
- 製作 : 新興キネマ
- 上映時間（巻数） : 10巻
- フォーマット : 白黒映画 - スタンダードサイズ（1.33:1） - サイレント映画
- 公開日 :  日本 1932年8月19日
- 配給 :  新興キネマ
- 初回興行 : 浅草・常盤座 / 日本橋・日本橋劇場 / 新宿・帝国館

### キャスト
- 高津慶子 - 住江子爵の遺児絹子
- 浅田健二 - 松島勝巳
- 望月礼子 - 重藤夏野・後に花江
- 牧英勝 - 岩友辰雄
- 小池春江 - 住江未亡人
- 隅田ます代 - 辰雄の母奈良栄
- 林喜美枝 - 百合子
- 星英府 - 立花
- 小杉凡作 - 与助

## ビブリオグラフィ
国立国会図書館蔵書。
- 『彼女の運命』、菊池幽芳、大阪毎日新聞社、1923年
- 『幽芳全集 第15巻』、菊池幽芳、国民図書、1925年
- 『菊池幽芳全集 第15卷』、菊池幽芳、日本図書センター、1997年5月 ISBN 4820581945

## 註
1. 1 2 3 4  菊池幽芳、日本映画データベース、2009年11月26日閲覧。
2. 1 2  OPAC NDL 検索結果、国立国会図書館、2009年11月26日閲覧。
3. ↑  「私の自叙伝」、『菊池幽芳全集』、菊池幽芳、日本図書センター、1997年5月 ISBN 4820581791, 所収。
4. ↑  菊池幽芳、『講談社 日本人名大辞典』、講談社 / 『百科事典マイペディア』、日立システムアンドサービス、コトバンク、2009年11月26日閲覧。